# Torvet (Trondheim)
 For alternative betydninger, se Torvet. (Se også artikler, som begynder med Torvet)
Torvet er den centrale plads i i Trondheim, Norge. Torvet er et resultat af Johan Caspar de Cicignons byplan fra 1681. Torvet ligger, hvor Kongens gate og Munkegata krydser hinanden.

## Historie
Efter en bybranden i 1681, udarbejdede Cicignon den barokke byplan, som Midtbyen i Trondheim fortsat er reguleret efter. Byplanen har brede gader, som skulle forhindre en eventuel brand i at sprede sig mellem træbygningerne. Mellem Nidarosdomen og Munkholmen tegnede Cicignon en bred gade med præg af avenue, Munkegata, der havde et kvadratisk torv til at udgøre et midtpunktet.
I 1921 blev der rejst en statue af byens grundlægger Olav Tryggvason på en høj søjle midt på Torvet. Statuen var fremstillet af Wilhelm Rasmussen og blev afsløret d. 18. september 1921 i forbindelse med Dovrebanens åbning. I forbindelse med Trøndelagsudstillingen i 1930 blev der lavet et solur rundt om statuen, hvor søjlen udgør "viseren" i soluret.

## Beskrivelse
Sommergården, som ligger ved Sommerveita, danner den nordøstre afgrænsningen af Torvet mens Hornemannsgården danner den sydøstlige afgrænsningen. Skulpturen Go'dagen, også kaldet Torgkona (da: Torvekone), fra 1983, af billedhuggeren Tone Thiis Schjetne står i det sydøstlige hjørne af Torvet. Storcenteret Trondheim Torg ligger i det sydvestlige hjørne af Torvet.